# Nieva de Cameros
Nieva de Cameros és un municipi de la Rioja, a la regió de la Rioja Mitjana, dins la subcomarca de Camero Nuevo. Pertany també al municipi el llogaret de Montemediano.

## Història
La població apareix documentada per primera vegada en el segle xii, arran de què fos donada per Sanç III i Blanca al monestir calagurrità de Castejón de Valdejasa. La localitat va formar part del majoratge que va deixar al seu fill Sancho de Velasco el primer comte d'Haro i senyor d'Arnedo, Pedro Fernández de Velasco. Va pertànyer primer a la província de Burgos i després a la de Sòria fins que es va crear la província de Logronyo (avui La Rioja) en 1833.